# 莫斯科鎮區 (北達科他州卡弗利爾縣)
莫斯科鎮區（英語：Moscow Township）是位於美國北達科他州卡弗利爾縣的一個鎮區。

## 地方資料
莫斯科鎮區的面積為93.24平方千米，當中陸地面積為90.63平方千米，而水域面積為2.61平方千米。根據2020年美國人口普查的數據，當地共有人口20人，而人口密度為每平方千米0.21人。